# Cichlopsis peruviana
Cichlopsis peruviana, "peruskogstrast", är en fågelart i familjen trastar inom ordningen tättingar. Den betraktas oftast som underart till kanelskogstrast (Cichlopsis leucogenys), men urskiljs sedan 2016 som egen art av Birdlife International och IUCN.
Fågeln förekommer i Andernas östsluttning i centrala Peru (Junín och Huánuco). Den kategoriseras av IUCN som nära hotad.